# País de Gales no Festival Eurovisão da Canção Júnior
O País de Gales participou do Festival Eurovisão da Canção Júniorem 2018 e 2019. A emissora galesa Sianel Pedwar Cymru (S4C) foi responsável pela participação do país no concurso.
Em 2018 e 2019, a S4C selecionou seu artista por meio da final nacional televisionada Chwilio am Seren (inglês: Search for a Star), com a música selecionada internamente. Em ambos os anos, a competição foi realizada no Venue Cymru em Llandudno.
Embora o País de Gales tenha o inglês como língua co-oficial, suas entradas foram cantadas principalmente em galês por serem representadas por uma emissora de língua galesa.

## História
O País de Gales participou anteriormente do concurso como parte do Reino Unido entre 2003 e 2005, sendo a ITV responsável pela sua participação. A S4C também demonstrou interesse em participar no concurso de 2008 em Limassol, Chipre, mas acabou por decidir não participar.
S4C anunciou que estrearia no concurso de 2018 em 9 de maio de 2018. O país foi representado pela música "Perta" interpretada por Manw, ficando em último lugar em um campo de 20 músicas com 29 pontos. O País de Gales participou do concurso de 2019, representado pela música "Calon yn Curo" interpretada por Erin Mai e terminou em 18º com 35 pontos.
2019 foi o último ano em que o País de Gales participou do concurso. S4C citou a pandemia de COVID-19 como motivo para não participar das edições subsequentes.
Em 25 de agosto de 2022, a British Broadcasting Corporation (BBC) anunciou que o Reino Unido retornaria ao concurso em 2022, após uma ausência de dezesseis anos.

## Idiomas a concurso
| Idioma | Vezes |
| ------ | ----- |
| Galês  | 2     |

## Participações
Legenda
     Vencedor
     2.º lugar
     3.º lugar
     Pontuação Nula ("Null Points")/Último Lugar
     Melhor classificação (fora do top 3)
     Qualificação para a final (fora do top 3)
     País-anfitrião
     Desclassificado
| #  | Ano          | Artista         | Língua | Canção                                                                                     | Tradução        | Final | Pontos |
| -- | ------------ | --------------- | ------ | ------------------------------------------------------------------------------------------ | --------------- | ----- | ------ |
| 1º | Minsk 2018   | Manw Lili Robin | Galês  | "Perta" C: Ywain Gwynedd, Ifan Siôn Davies & Richard James Hooson Roberts L: Ywain Gwynedd | Bela            | 20º   | 29     |
| 2º | Gliwice 2019 | Erin Mai        | Galês  | "Calon yn Curo" C: Sylvia Strand & Jonathan Gregory L: Ed Holden                           | Coração Batendo | 18º   | 35     |

### Galeria

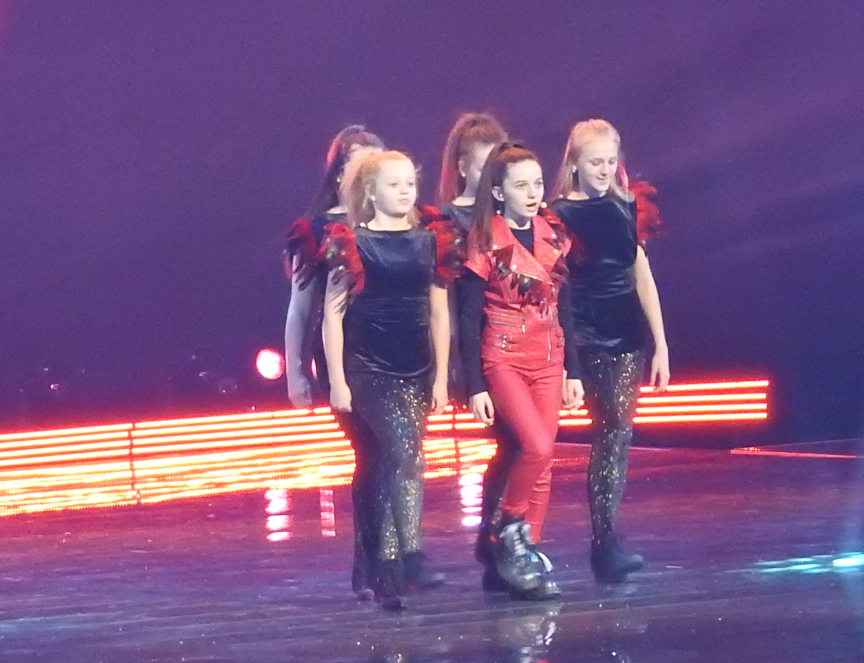
Manw Lili Robin em Minsk (2018)
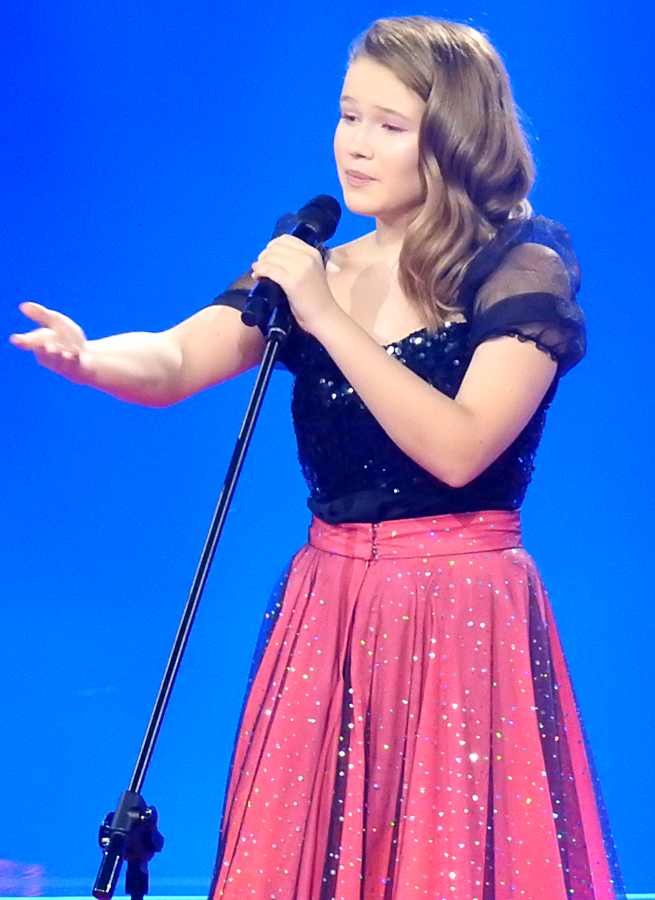
Erin Mai em Gliwice (2019)

## Comentadores e porta-vozes
| Ano(s) | Comentários em galês | Comentários em inglês | Porta-voz | Ref.        |
| ------ | -------------------- | --------------------- | --------- | ----------- |
| 2018   | Trystan Ellis-Morris | Stifyn Parri          | Gwen      | [ 7 ]       |
| 2019   | Trystan Ellis-Morris | Stifyn Parri          | Cadi      | [ 8 ] [ 9 ] |